# Josef Franz Freyn
Josef Franz Freyn, född 7 december 1845 i Prag, Kejsardömet Österrike, död 16 januari 1903 i Prag, Österrike-Ungern, var en självlärd österrikisk botaniker specialiserad på ranunkelsläktet och hökfibblor.
Förutom forskning av ungersk och isterisk flora sammanställde Freyn botaniska samlingar från Iberiska halvön, Bosnien och Hercegovina samt Turkestan. Han samarbetade med Joseph Friedrich Nicolaus Bornmüller, Eduard Hackel, Paul Sintenis och J. J. Manissadijan. 
Auktorsnamnet Freyn kan användas för Josef Franz Freyn i samband med ett vetenskapligt namn inom botaniken; se Wikipediaartiklar som länkar till auktorsnamnet.